# Соната для фортепиано № 26 (Бетховен)
Соната для фортепиано № 26 ми-бемоль мажор, op. 81a («Прощальная») была написана Бетховеном в 1809—1810 годах. Она посвящена эрцгерцогу Рудольфу Австрийскому и получила своё название по случаю его вынужденного отъезда из Вены во время войны Пятой коалиции. Под первыми тремя нотами сонаты Бетховен написал подтекстовку: Lebewohl («Прощайте»).
В сонате три части:
1. Adagio — Allegro (Прощание)
2. Andante espressivo (Разлука)
3. Vivacissimamente (Прибытие)

Средняя продолжительность произведения составляет от 15 до 20 минут.